# Igor Ter-Ovanessian
Igor Aramovich Ter-Ovanessian (en russe : Игорь Арамович Тер-Ованесян), né le 19 mai 1938 à Kiev, est un ancien athlète puis entraîneur soviétique d'origine arménienne et ukrainienne spécialiste du saut en longueur.
Concourant pour l'Union soviétique de la fin des années 1950 au début des années 1970, il participe à cinq Jeux olympiques d'été consécutifs, obtenant deux médailles de bronze en 1960 et 1964, et remporte par ailleurs à trois reprises les Championnats d'Europe d'athlétisme en 1958, 1962 et 1969. Premier athlète européen à dépasser officiellement la limite des 8 mètres, il améliore le record du monde de la discipline en 1962.

## Biographie
Igor Ter-Ovanessian débute l'athlétisme à l'âge de 12 ans, après avoir pratiqué le ski alpin et la gymnastique durant son enfance. Son père fut recordman d'URSS du lancer du disque dans les années 1930 et sa mère une ancienne volleyeuse. S'essayant d'abord aux courses de haies et au saut à la perche, il s'oriente ensuite vers le saut en longueur, discipline dans laquelle il devient recordman d'URSS en 1956 avec un bond à 7,74 m.
Sélectionné à 18 ans pour les Jeux olympiques de Melbourne, le Soviétique se qualifie pour la finale mais termine dernier de celle-ci après avoir mordu ses trois essais. De retour en Europe, il décide d'accentuer sa préparation sur sa vitesse de course, passant de 11 s 1 à 10 s 5 au 100 mètres. Il poursuit par ailleurs ses études au sein de l'Institut supérieur d'éducation physique de Moscou. En 1958, Ter-Ovanessian remporte la médaille d'or des Championnats d'Europe de Stockholm grâce à un saut mesuré à 7,81 m, devançant largement le deuxième du concours, le Polonais Kazimierz Kropidlowski. Deux ans plus tard, il se classe troisième des Jeux olympiques d'été de 1960 à Rome dans une finale très relevée remportée par l'Américain Ralph Boston, détenteur du record du monde de la discipline. Le Soviétique réalise 8,04 m lors de sa sixième et dernière tentative, signant une nouvelle meilleure marque européenne et devenant le premier athlète du continent à dépasser les 8,00 m.
Le 10 juin 1962, Igor Ter-Ovanessian profite de l'altitude du meeting d'Erevan pour améliorer le record du monde du saut en longueur avec 8,31 m, soit 3 cm de mieux que la meilleure marque mondiale de Ralph Boston datant du 16 juillet 1961. Il devient en outre le premier sauteur en longueur blanc à réussir cet exploit depuis l'Américain Ed Hamm en 1928. Quelques semaines plus tard, le Soviétique remporte un nouveau titre continental à l'occasion des Championnats d'Europe de Belgrade grâce à un bond à 8,19 m.

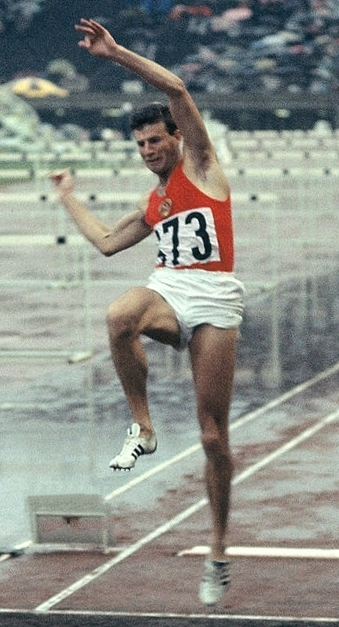
Igor Ter-Ovanessian en 1964.

Dépossédé de son record du monde par Ralph Boston durant l'été 1964, il obtient au mois d'octobre la médaille de bronze des Jeux olympiques de Tokyo en réalisant 7,99 m, le concours étant remporté par le Britannique Lynn Davies. En début de saison 1966, Ter-Ovanessian s'impose lors des Jeux européens en salle de Dortmund en établissant un nouveau record du monde du saut en longueur en salle avec 8,23 m, avant de s'incliner lors des Championnats d'Europe de Budapest face à Lynn Davies. Le 19 octobre 1967, à l'occasion de la semaine pré-olympique de Mexico, le Soviétique égale le record du monde de Boston (8,35 m) dans des conditions atmosphériques une nouvelle fois avantageuses.
Vainqueur des Jeux européens en salle de Madrid en début d'année 1968, Ter-Ovanessian est sélectionné en septembre pour les Jeux de Mexico, sa quatrième participation olympique consécutive. Au terme d'un concours dominé par l'Américain Bob Beamon, vainqueur avec un bond de 8,90 m, le Soviétique termine au pied du podium, derrière Klaus Beer et Ralph Boston. Il remporte l'année suivante son troisième titre continental en s'imposant lors des Championnats d'Europe 1969 d'Athènes, devançant de 10 cm Lynn Davies. Médaillé d'argent des Championnats d'Europe en salle 1971 derrière l'Allemand  Hans Baumgartner, il subit la loi de Max Klauss aux Championnats d'Europe en plein air d'Helsinki, obtenant une cinquième médaille consécutive dans cette compétition. Sélectionné dans l'équipe d'URSS pour les Jeux olympiques de 1972 de Munich, et ce pour la 5e fois consécutive, Igor Ter-Ovanessian ne passe pas le cap des qualifications. Il met un terme à sa carrière d'athlète à l'issue de la saison. Dans les années 1980, il occupe le poste d'entraîneur de l'équipe soviétique d'athlétisme.

## Palmarès
| Année | Compétition                    | Lieu      | Place | Marque |
| ----- | ------------------------------ | --------- | ----- | ------ |
| 1956  | Jeux olympiques                | Melbourne | 13e   | NM     |
| 1958  | Championnats d'Europe          | Stockholm | 1er   | 7,81 m |
| 1960  | Jeux olympiques                | Rome      | 3e    | 8,04 m |
| 1962  | Championnats d'Europe          | Belgrade  | 1er   | 8,19 m |
| 1964  | Jeux olympiques                | Tokyo     | 3e    | 8,04 m |
| 1966  | Jeux européens en salle        | Dortmund  | 1er   | 8,23 m |
| 1966  | Championnats d'Europe          | Budapest  | 2e    | 7,88 m |
| 1968  | Jeux européens en salle        | Madrid    | 1er   | 8,16 m |
| 1968  | Jeux olympiques                | Mexico    | 4e    | 8,12 m |
| 1969  | Championnats d'Europe          | Athènes   | 1er   | 8,17 m |
| 1970  | Championnats d'Europe en salle | Vienne    | 5e    | 7,89 m |
| 1971  | Championnats d'Europe en salle | Sofia     | 2e    | 7,91 m |
| 1971  | Championnats d'Europe          | Helsinki  | 2e    | 7,91 m |

## Records
- Record du monde du saut en longueur avec 8,31 m le 10 juin 1962 à Erevan
- Record du monde du saut en longueur avec 8,35 m le 19 octobre 1967 à Mexico

### Meilleures performances de l'année
| Année | Âge | Extérieur              | Salle       |
| ----- | --- | ---------------------- | ----------- |
| 1954  | 16  | 6,84 m                 |             |
| 1955  | 17  | 7,04 m                 |             |
| 1956  | 18  | 7,74 m (RN, RE Junior) |             |
| 1957  | 19  | 7,77 m (RN, RE Junior) |             |
| 1958  | 20  | 7,81 m (RN)            | 7,53 m (RE) |
| 1959  | 21  | 8,01 m (RE)            | 7,64 m (RE) |
| 1960  | 22  | 8,04 m (RE)            |             |
| 1961  | 23  | 8,19 m (RE)            | 7,92 m (RE) |
| 1962  | 24  | 8,31 m (RM)            |             |
| 1963  | 25  | 8,15 m                 | 8,18 m (RM) |
| 1964  | 26  | 8,18 m                 |             |
| 1965  | 27  | 8,19 m                 |             |
| 1966  | 28  | 8,23 m                 | 8,23 m (RM) |
| 1967  | 29  | 8,35 m (RM)            |             |
| 1968  | 30  | 8,28 m                 |             |
| 1969  | 31  | 8,21 m                 |             |
| 1970  | 32  | 7,95 m                 |             |
| 1971  | 33  | 7,92 m                 |             |
| 1972  | 34  | 7,94 m                 |             |

RN : record national | RE : record d'Europe | RM : record du monde